# Shazam (aplicativo)
Shazam é um aplicativo de identificação de músicas, filmes, publicidade e programas de televisão. Foi desenvolvido pela Shazam Entertainment e tem sua sede em Londres. Fundada por Chris Barton, Philip Inghelbrecht, Mukherjee Dhiraj e Wang Avery em 1999. O Shazam utiliza os microfones que são incorporados na maioria dos smartphones e tablets para gravar uma amostra da música que se está reproduzindo, comparando-se com uma base de dados para encontrar coincidências. Em 24 de setembro de 2018, a empresa foi adquirida pela Apple Inc. por uma quantia de U$ 400 milhões.

## Funcionamento

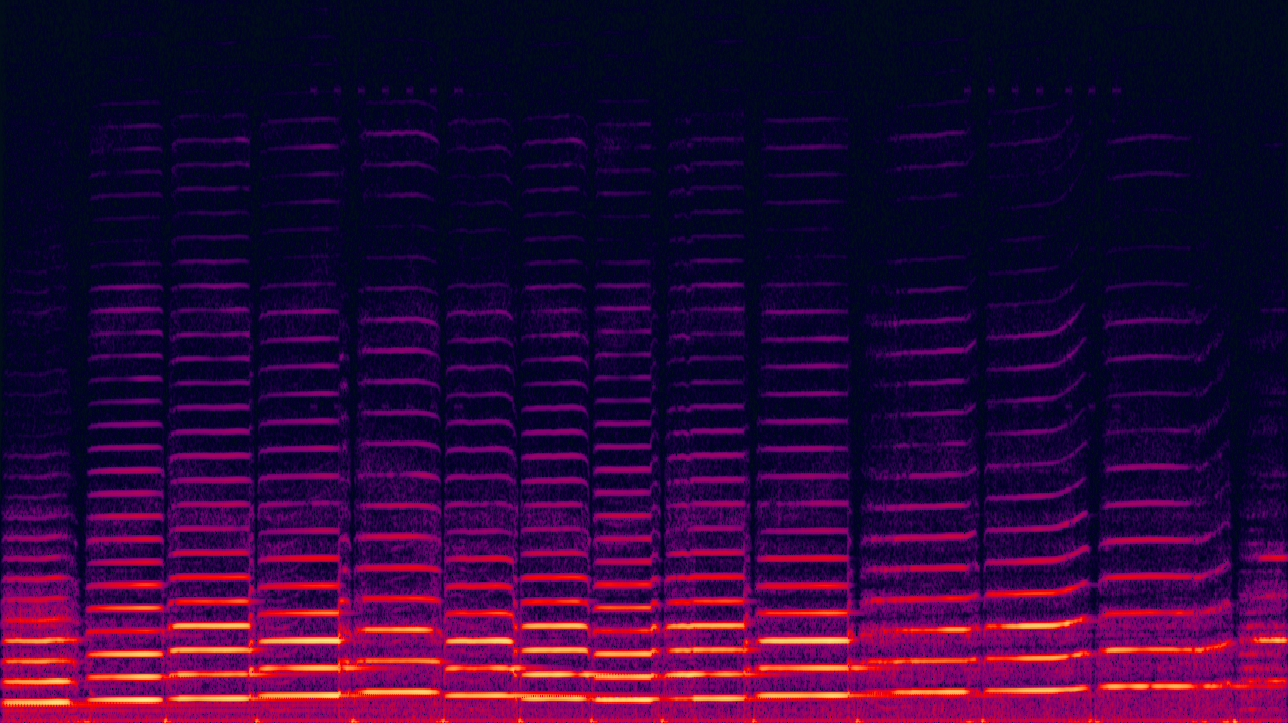
A impressão digital de um violino

O Shazam usa um microfone embutido para smartphone ou computador para reunir uma amostra breve de áudio sendo reproduzido.
Ele cria uma impressão digital acústica com  base na amostra e compara-a contra um banco de dados central para uma partida. Se encontrar uma correspondência, ela envia informações para o usuário, como o artista, o título da música e o álbum. Algumas implementações do Shazam incorporam links relevantes para serviços como Apple Music, iTunes Store, Spotify, entre outros.
Através de uma impressão digital de áudio, as músicas são identificadas com base em um gráfico de frequência de tempo chamado espectrograma.